# Poynting (cràter)
Poynting és un gran cràter d'impacte lunar localitzat a la cara oculta de la Lluna. Es troba al nord-nord-oest de la plana emmurallada del cràter Hertzsprung, amb el cràter Fersman immediatament a l'est i el cràter Kekulé igualment proper a l'oest-sud-oest.
Aquest cràter ha experimentat certa erosió, i diversos cràters petits jeuen sobre el seu brocal. Un parell d'aquests impactes es troben un al costat de l'altre a la part oriental, i una altra parella se superposa sobre el sector occidental de la vora del cràter. A l'altra banda del sector sud-est del brocal hi ha un altre parell de cràters gairebé fusionats. El perfil del brocal roman en general ben definit, amb algunes zones aterrassades a l'est i el nord. El perímetre és generalment circular, amb una lleugera intrusió cap a l'interior al nord-oest.
El sòl interior és relativament pla, a excepció d'un pic central amb forma de cresta situat lleugerament a l'est del punt central. Presenta petits cràters a terra de les zones sud i nord-oest, i una sèrie de petites marques disseminades per tota la seva superfície.

## Cràters de satèl·lit
Per convenció aquests elements s'identifiquen en els mapes lunars posant una lletra al costat del punt mig del cràter més proper a Poynting.
|          | \| Poynting \| Latitud \| Longitude \| Diàmetre \| \| -------- \| ------- \| --------- \| -------- \| \| X \| 23.3° N \| 136.2° \| 22 km \| |           |          |
| Poynting | Latitud | Longitude | Diàmetre |
| X        | 23.3° N | 136.2°    | 22 km    |